# چاینا فورچون لند
چاینا فورچون لند (انگلیسی: China Fortune Land) شرکت املاک چینی است، که در سال ۲۰۱۰ توسط وانگ ونشو تأسیس شد.